# 阿尔图尔·阿赫马特胡津
阿尔图尔·卡米勒耶维奇·阿赫马特胡津（俄語：Артур Камилевич Ахматхузин，1988年5月21日—），俄罗斯男子击剑运动员，2013年世界锦标赛男子花剑个人银牌得主、2015年世界锦标赛男子花剑团体银牌得主和男子花剑个人铜牌得主、2016年夏季奥林匹克运动会男子花剑团体金牌得主。